# Parasthetops buunicornus
Parasthetops buunicornus är en skalbaggsart som beskrevs av Perkins 2008. Parasthetops buunicornus ingår i släktet Parasthetops och familjen vattenbrynsbaggar. Inga underarter finns listade i Catalogue of Life.